# Puding (Kumpeh)
Puding is een bestuurslaag in het regentschap Muaro Jambi van de provincie Jambi, Indonesië. Puding telt 827 inwoners (volkstelling 2010).